# Magyar nők az alternatív zenében
Az alternatív zene a rock egy alfaja, amely az 1980-as években alakult ki, és az 1990-es években futott be igazán. 

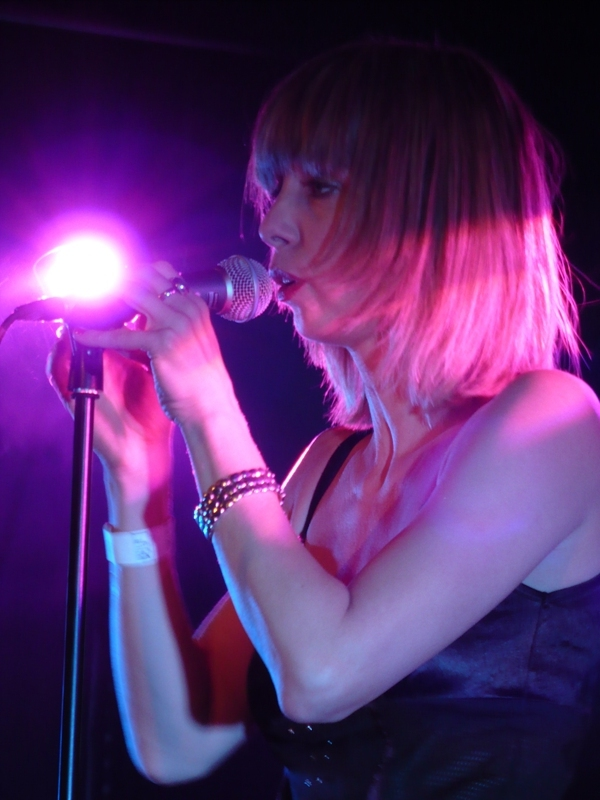
Péterfy Bori 2008-ban az A38 Hajón

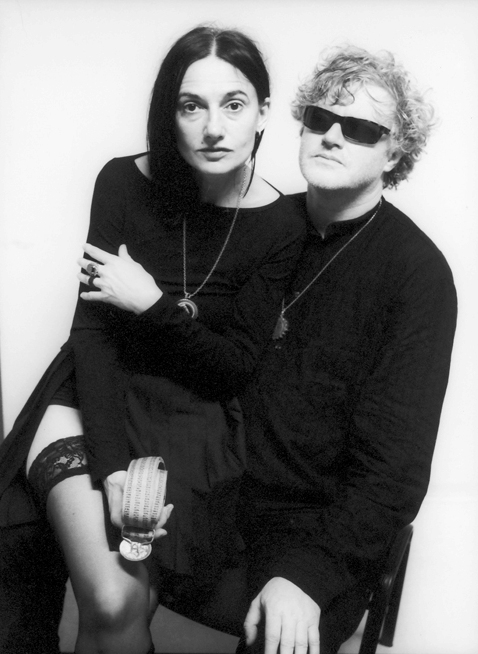
Bárdos Deák Ágnes és Müller Péter Sziámi párosa Szilágyi Lenke fényképén 2014-ben

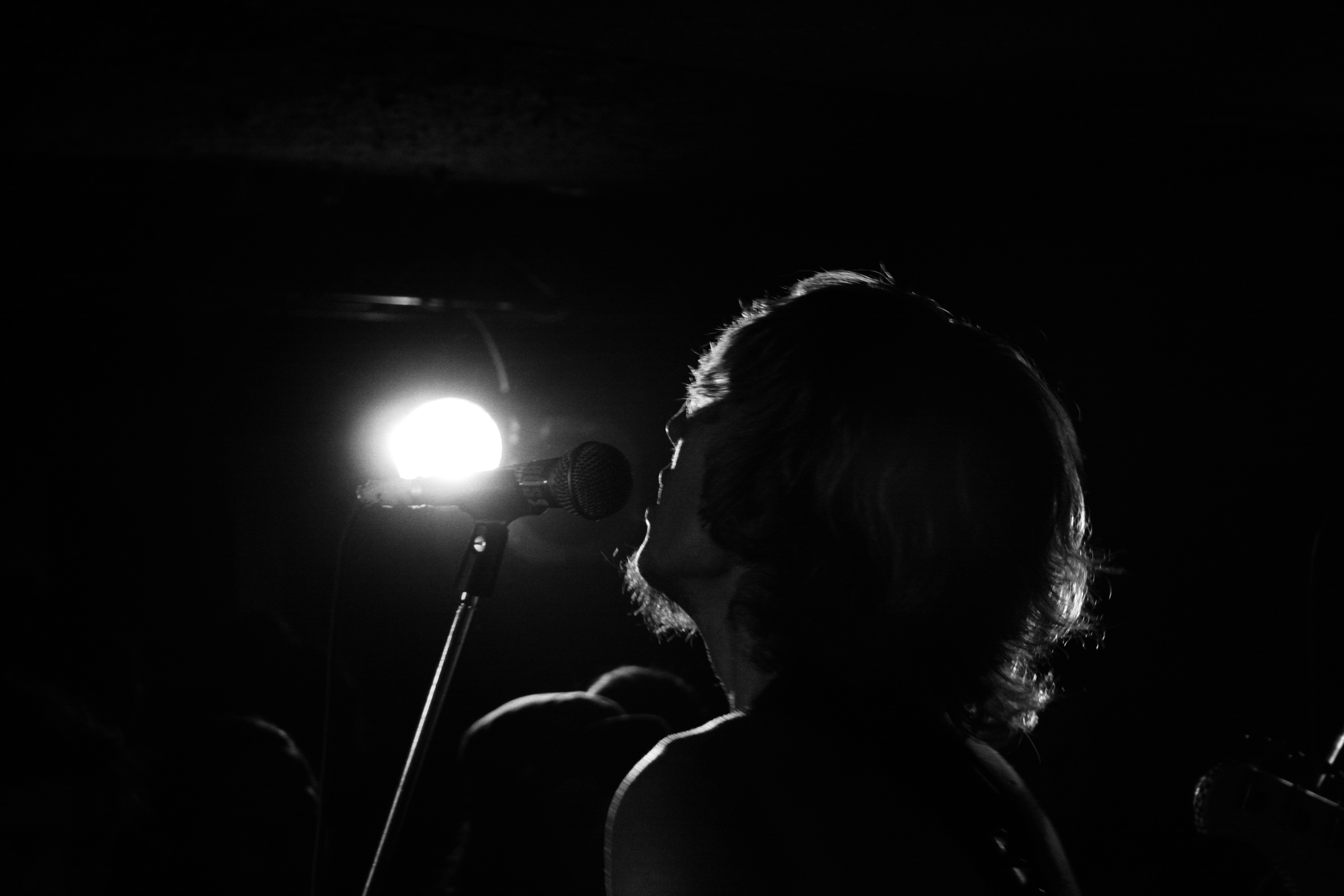
A Flekk énekese

## Az alternatív zene rövid története
A műfaj kezdetei az 1980-as évek amerikai egyetemi rádiózásáig vezethetőek vissza. A populáris rockzenétől erősen elütő és más műfajokból is merítő kis zenekarok kaptak itt lehetőséget. A sikeresebbek később független kiadóknál helyezkedtek el. A '90-es évekre válik a műfaj a lemezeladások tekintetében is sikeressé és nemzetközivé.
Magyarországon ez a váltás igazán erős volt, hiszen a politikai események szempontjából is fontos változások történtek ekkor. A rendszerváltást követően terjed el Magyarországban is az alternatív zene. Sok együttes már előtte is zenélt, közülük néhányan még a nyolcvanas években, az újhullám korszakában kezdték, de a rendszerváltás után a kilencvenes évekre megnyílt előttük a világ. Az együttesek indulásakor szándékosan nem a népszerűvé válás volt a fő céljuk, hanem az akkor uralkodó könnyűzenei és politikai irányzatokhoz képest egy merőben eltérő hangzásvilág vagy nézet bemutatása, erősen rétegműfajként esetleg csupán a közös örömzenélés élménye.
A különböző országokban, különböző néven ismert a műfaj és országonként kicsit eltérő hangzás is jellemzi, például Seattleben grunge, míg Angliában indie, ami Magyarországon az alternatívnak nevezett zenei irányzat. Ez azért történhet meg, mert nagyon sokszínű és eklektikus a műfaj. Elektronikustól, a reggae-n, a ska-n és a jazz-en át a rock-ig rengeteg féle. A Nirvanától a Kispálon át az Emil.RuleZ!-ig sok mindenkire rámondhatjuk, hogy az alternatív képviselője. Sok együttes gyakran keveri a műfajokat, mindegyikből hozzátesz saját, egyéni stílusához.
A megújult műsorstruktúrájú Petőfi Rádiónak köszönhetően 2007-2014 között a hazai alternatív szcénában tevékenykedő előadók szélesebb körben ismertté válhattak. A 2010-es évektől kezdve pedig a kibontakozó nyári fesztivál kultúra kínál lehetőséget a gyakoribb koncertezésre.

## Együttesek női énekessel

### Anna and the Barbies
Az Anna and the Barbies zenekart 2004 őszén alapította a két testvér, Pásztor Anna és Pásztor Sámuel.

### Anima Sound System
Az Anima Sound System énekesnője az alakulását követő első években Bognár Szilvia népdalénekes volt. Távozása után, 1997-ben Németh Juci lépett be az együttesbe. Az együttes ekkor már négy éve zenélt együtt, de Juci szinte rögtön átvette a frontember szerepét és az elektronikus műfajú zenekar arcává vált. Ezért okozott felzúdulást, amikor 2004-ben az énekesnő bejelentette a kilépését, amire – akkori, nem megerősített híresztelések szerint – az együttesen belüli nézeteltérés miatt került sor. Később kiderült, hogy bár szó volt ilyesmiről is, de nem ez volt a kiváltó ok, maga az énekesnő akart váltani: a Magyar Televíziónál lett műsorvezető, több műsorban is, illetve 2008-ban saját együttest hozott létre Nemjuci néven (ld. lentebb). Az együttes 2004 után sem maradt énekesnő nélkül, még abban az évben beállt a zenekarba a mindössze 19 éves Kása Juli, 2008-tól pedig Prieger Fanni, az alapító Prieger Zsolt lánya az énekesük.

### Amorf Ördögök
Péterfy Bori (1969. október 14. –) magyar énekesnő, színésznő. A Krétakör Színház, majd 2008-2013 között a Nemzeti Színház társulatának tagja. Az egykori Amorf Ördögök zenekar és a 2007 elején alakult Péterfy Bori & Love Band énekese. A József Attila Gimnázium színjátszókörét két sikertelen felvételi követte a Színművészetire. Ezután különböző társulatoknál próbált szerencsét, 1988–1992 között a Térszínház, 1992–1998 között az Arvisura Színházi Társaság tagja volt. 1998-ban megszerezte a Színész I. minősítést. Budapesti színházak, főleg az Utolsó Vonal, a Merlin és a Szkéné előadásaiban játszott, ez utóbbiban találkozott Schilling Árpáddal, a Krétakör művészeti vezetőjével. Pintér Béla Társulatával párhuzamosan már a Krétakörrel is dolgozott, amelynek 1996-2008 között volt tagja.
Az Amorf Ördögök együttes énekesnője annak megszűnéséig, egy rövid időszak (2005–2006) kivételével. A Krétakör Színésztánczenekar munkájában is részt vett.

### Ági és a Fiúk

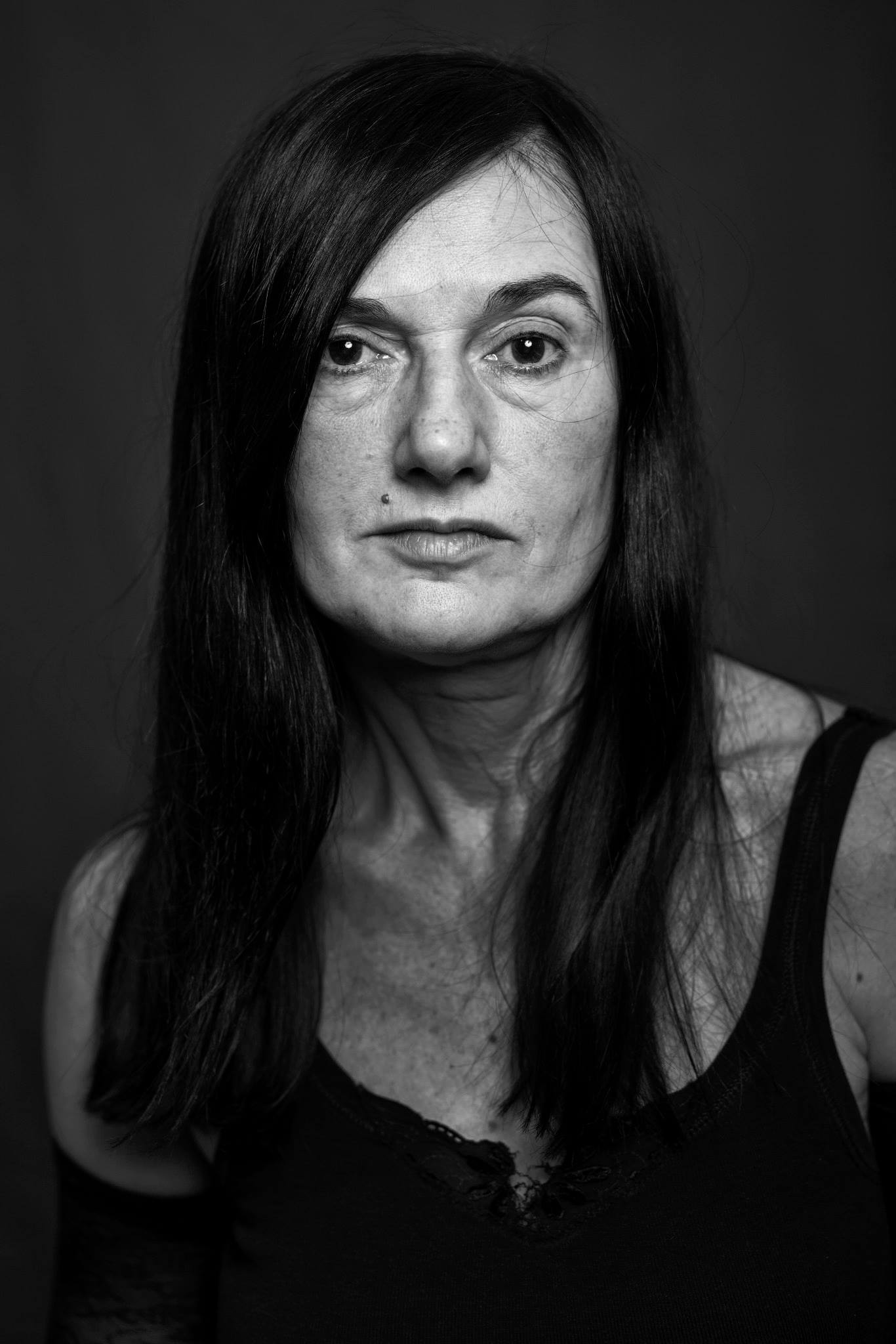
Bárdos Deák Ági

Bárdos Deák Ágnes így írt magáról a Szépírók Társaságanak honlapján:
Életrajzom mindenkire tartozó részletei néhány mondatban leírhatók: 1980–1983-ig a Kontroll Csoport underground zenekar egyik alapító énekeseként kezdtem közéleti pályafutásomat, s a szövegírással kerültem kapcsolatba azzal a világgal, ahol a szavak a hétköznapi jelentésüknél többel bírnak. A Kontroll Csoport felbomlása óta folyamatosan, bár nagy megszakításokkal, énekelek, immár az Ági és Fiúk zenekarban, valamint írok, legfőképpen a Literára. De, természetesen megjelentek másutt is „szép”-írásaim.
Elsőül az Ex–Symposionban, és másodízben is ugyanott, ez évben pedig a Beszélő Budapest számában, és az Alibiben, titok témában. Ezt követően jelent meg az Éjszakai állatkert antológia, ahol is két munkámat közölték a szerkesztők.  
Foglalkoztam az elmúlt hat évben irodalmi események szervezésével, nagyjából a pop kultúra helyszíneire koncentrálva. Reményeim szerint egyszer majd én is, 
mint annyian mások, megírom a Nagy Történetet.

### Balaton
Az 1980-ban alakult, s a Trabant zenekarral több ponton összefonódva működött underground együttes egy kazettáján, illetve cd-jén néhány Trabant-számot is szerepeltetett, ezen női előadóként Maria Lavman (a Trabantban zenélő Vető János felesége) működött közre.

### Balkan Fanatik
A 2002-ben alakult együttes állandó vendégénekesnője Kovács Nóri volt 2006−2012 között.

### Bijou
A Bijou 2003-ban alakult. A formációban Hártó Szilvia énekel.

### Bin-Jip
Harcsa Veronika 2010-ben a frissen megalakult Bin-Jip együttes énekesnője lett.

### Bizottság
A Bizottság a nyolcvanas évek elejének emblematikus underground együttese. Melyben Kecskés Kriszta és Kukta Erzsébet (Kokó) énekelt.

### Blahalouisiana
A 2012-ben megalakult Blahalouisiana-ban a csodálatos hangú Schoblocher Barbara énekel.

### Boebeck
A formáció Andl-Beck Boróka (Beck Zoltán lánya) 2021-ben indult egyszemélyes produkciójából gyarapodott zenekarrá.

### Butterfly Effect
A zenéjükbe a Kicsi a Világhoz hasonlóan könnyed jazz-es műfajú vonal mellett különböző balkáni világzenei hangzásokat is bevonó formációnak Magyar Bori az énekesnője.

### Camp Koala
A Rés és az Új Nem után a női punk vonalon hagyott űrt a Camp Koala 2014-2016 között igyekezett kitölteni. Az enyhén feminista hangvételű punk-rock műfajban zúzó zenekarban Neményi Lilla énekelt. (Lilla a 2017-óta az – új, addig ismeretlen alternatív együtteseteket 2011-2016 között felfedezni igyekvő egykori Rakéta Fesztiválból kinőtt – évente megrendezett, kizárólag női zenekarokat felvonultató Ladyfest Budapest fesztivál egyik meghatározó szervezője)

### Csókolom
Az együttesben Ujj Zsuzsi: fotós, kerámikus, performer, dalszerző és alternatív rockzenész.

### Emil.RuleZ!
Az Emil.RuleZ! zenekarban Gergely Éva kilépése óta Gereben Zita vokálozik.

### Erik Sumo Band
Az Erik Sumo Band énekesnője Harcsa Veronika és Kiss Erzsi volt.

### Girlhood
A 2024 tavaszán alakult négytagú együttes indie rock hangzású dalokat játszik szókimondó és önreflexív szövegekkel.

### GumiZsuzsi
Takáts Eszter pécsi énekesnő saját együttese mellett a GumiZsuzsi zenekar a legismertebb, ám rendszeresen közreműködik más formációkban is.

### Hagesher
A jazz-funk vonalon játszó, erősen klezmeres és slágeres hangzású supergroup hobbizenekar az Auróra közösségi házat üzemeltető Marom Klub Egyesülethez közeli tagokból szokott egy-egy koncert erejéig összeállni. Frontemberük: Schönberger Ádám. Változóan Polnauer Flóra (PollyFlow), Magyar Bori és Pandzarisz Diána szokott benne énekelni, rap-elni és vokálozni.

### Hipnózia
A nógrádi gyökerű, kizárólag lányokból álló zenekar az alternatív rock mellett a folk-rock és a pop-rock műfajokat képviseli.

### Holnaplányok
Borgos Anna feminista akadémikus Horthy korszakbeli női pszichoanalitikusok életművét feldolgozó könyvének címéről kölcsönzött nevű trió, amelyben a hangsúlyozottan szókimodó és lázadó feminista szöveget kemény punk zúzás (angolul: "riot grrrl" műfajú) zene kíséri. A Neményi Lilla, Bárdits Éva és Kádár Eszter alkotta zenekar az első közös debütáló koncertjét 2019 szeptember 29-én mutatta be az Aurórában. 2021 végén feloszlottak.

### Honeyball
Bori Sárának, a Honeyball énekesnőjének a véleménye arról, milyen ma Magyarországon énekesnőnek lenni:
Sára zenész családból származik és már kicsi korában is 'együtt énekelt a rádióval', de komolyabban 15 éves korában kezdett el foglalkozni a hangjával. "Azóta nincs megállás. A Postás zeneiskolában az a hagyomány, hogy az énekesek év végi vizsgája egy nyilvános koncert. Körülbelül egy fél éve ezen a koncerten én is énekeltem, a Honeyballból Balázs, Peti és Ádám a közönség soraiból hallottak. Meghívtak egy próbára, utána szerencsére egy második próbára is és nem sokkal később a Hegyalja Fesztiválon már én is zenéltem velük."
Megkérdeztem tőle, hogy milyen a helyzete, milyen lehetőségei vannak a nőknek a zene terén. "Általánosságban a zenében érvényesülni nehéz. Mint énekes én nem tapasztalom, hogy a nőknél nehezebb lenne a helyzet, bár lehet, hogy a hangszeres nőknek többet kell küzdeniük az elismerésért. Én mindenképp a zenével szeretnék foglalkozni továbbra is…előbb vagy utóbb remélem zenész leszek."

### Honeybeast
A Honeybeast 2005-ben alakult a Smarties nevű zenekar utódjaként. 2008–2011-ig Ritzer Anita vokálozott a csapatban.
Czutor Anett 2005–2011 végéig volt az énekesnő.
Tarján Zsófia 2012-től az új énekes.

### Kesh
A zenekar énekesnője a fiatal és tehetséges színésznő: Herrer Sára.

### Kicsi a Világ (KAV)
A 2014 novemberében megalakult, igényesen meghangszerelt, fülbemászóan dallamos hangzásvilágú, elmondásuk alapján eredetileg trip-hop és a chill-out vonalon mozgó hobbizenekar frontembere az indulás óta a gyönyörű hangú Korányi Dóra. Az öt tagú együttes dobosa egy rövid ideig Tiszai Vivien volt, aki 2019-ben igazolt át a PinUps formációhoz.

### Kontraszt
A 2019-ben alakult zenekar énekesnője Mirtse Korinna.

### Kontroll csoport
A Kontroll Csoport a nyolcvanas évek alternatív zenei világának egyik szintén meghatározó együttese.
Bárdos Deák Ágnes itt kezdte pályafutását.

### Kösz a halakat
Az ócsai gyökerekkel rendelkező, saját magát alternatív DIY-ként definiáló budapesti zenekar 2014-ben alakult, még Pause néven. Alapító énekesnője Fürst Luca, akinek a helyét 2016-ban Rozs Barbara vette át. A zenekar 2023 áprilisában vette fel jelenlegi nevét.

### Lovas Juci és a Frász
A formáció Lovas Juci énekes-dalszerző egyszemélyes produkciójából alakult 2023-ban.

### Ludditák
A Fiáth nővérek, Titanilla és Marianna által 2002-ben alapított hiphop duó, amely 2010-ben oszlott fel. 2015 óta a 2014-ben megalakult PinUps nevű feminista punk-rock zenekarban szövegelnek.

### Magashegyi Underground
A Magashegyi Underground a Kaukázus ikeregyütteseként jött létre 2007-ben. Bocskor Bíborka (a Megasztár televízióműsor egykori vigaszágasa) az énekesnőjük.

### Malacka és a Tahó
Az 1996-ban alakult "szalonnazenekarban" 1999 óta vesz részt énekesként Kurucz Kriszta (Krisztea), aki korábban gyermekdalokat adott elő. A zenekar tagjai voltak még rajta kívül 1996 óta (legalább egy koncertfellépés erejéig): Varsányi Zsuzsanna, Garics Krisztina, Meier Lídia, Hartai Katalin, Zsákai Zita és mások. Az együttes "filézett" változata a Három kismalac trió, melynek első, 2006-os felállásában Pálfi Krisztina, később Burszán Vera (máshol Szalai–Burszán Vera) működött közre női tagként.

### Myrtus
A formációt 2024-ben alapították a Bakos testvérek: Zita és Attila, korábbi együttesük, a melodikus elektro/indie pop Herself zenekar feloszlása után.

### Næz
A 2022 szeptemberi alapítású zenekar tagjai meghatározása szerint a "mérges fehér lány rock" stílust képviseli, melyben Csendom Anna énekel.

### Nemjuci
Az együttes énekesnője és frontembere a 2008-as alakulástól a 2013-as feloszlásig Németh Juci volt.

### Neo
Az 1998 óta működő Neo együttesben 2003 óta vesz részt Hodosi Enikő ("Manoya"), mint énekes, vokálos és billentyűs.

### Odett és a Go Girlz
Az együttest a Megasztár vigaszágas versenyzőjeként ismertté vált Polgár Odett alapította 2008-ban. Eddigi egyetlen, ugyanazon év októberében kiadott lemezükön Odett mellett Takáts Eszter és Varga Zsuzsa is közreműködött énekesként, szövegíróként pedig Karáth Anita erősítette a zenekart.

### Pál utcai Fiúk
Potondi Anikó 1984-ben kezdett a Pál utcai Fiúk-ban énekelni, és a jelenlegi felállásnak is tagja. Rajta kívül női közreműködő volt még az együttesben Majoros Éva billentyűs is, 1985-1990 között.

### Pegazusok Nem Léteznek
A 2011-2019 között aktív öttagú formációban Ács Eszter énekelt.

### Péterfy Bori & Love Band
Péterfy Bori Tövisházi Ambrussal és a Tariska Szabolccsal az Amorf Ördögök utolsó felállásának tagjaiból 2007 májusában alapította meg a Love Band-et, amely október 15-én jelentette meg első, cím nélküli lemezét, amit 2009-től újabb albumok követtek. A számok nagy részét az egykori Amorf Ördögök szerzői, Tövisházi Ambrus és Tariska Szabolcs, valamint eleinte Lovasi András írták. Bori később több számban már szerzőként közreműködött. A 2012-es Fehér éjszakák album egyik számának szerzője pedig Sena volt.

### PinUps
A 2014-ben Nagypál Orsolya vezetésével megalakult PinUps nevű keverten punk rock és hip hop zenekar új színt hozott ebbe az erősen rétegműfajba, amely 2015-ben kiegészült a Fiáth nővérekkel, a Ludditák duó egykori két tagjával. A Kicsi a Világból a tehetséges Tiszai Vivien 2019-ben szállt be hozzájuk a dobok mögé, hat tagúvá kiegészítve az együttest.

### Plüssnapalm
A 2016-ban öt lánytagból alakult zenekarból négyen maradtak aktívak: Ájrisz, Madre, Pedro és Topy. Többnyire punk-rock stílusban játszanak saját szerzeményeket, illetve feldolgozásokat.

### Rés
Az 1980-as években alig két évig működő alternatív együttes volt, amely erősen társadalomkritikus szövegű, darálós punkzenét játszott és rendszerint a legendás Fekete Lyukban lépett fel; a klub vezetőjének segítségével adhatták ki  egyetlen, meglehetősen botrányosra sikerült (a tagok többsége számára is nehezen vállalható) kazettájukat is. Énekesnőjük Bende Zsuzsa „Benő” (ex-Plankton) volt, további tagok: Molnár Béla, Lehoczky Károly, Majoros Gábor, Meszlényi János, Zsidei Miklós. A gyűjteményes CD mellett műsoros videókazettájuk is megjelent.[forrás?] Bende és Molnár később, 1990 után az Új Nem nevű underground együttesben zenéltek együtt.

### Ricsárdgir
A Ricsárdgír a tagjai öndefiníciója szerint a "art-fart pop" stílust képviselte. A 2010-2023 között aktív formációban Papp Éva és Borszukovszky Flóra énekelt.

### Sziámi
Az együttest a Kontroll Csoport megszűnése után közösen alapította Müller Péter Sziámi és Bárdos Deák Ágnes, aki néhány év után az önállósodás útjára lépett az Ági és a Fiúk együttes megalapításával. Később több tagcsere is történt a csapatban, amely 2009-ben szűnt meg Gasner János gitáros halálával. Az utolsó felállásban Záhonyi Enikő és Pandzarisz Diána énekesek voltak az együttes női tagjai.

### TAO
A saját magát "éneklős-táncolós alterpop"-ként pozicionáló zenekart 2019-ben alapította az Emil.RuleZ! szövegírója és basszusgitárosa Hegyi György, melyben Csakmag Vivien énekel.

### Tereskova
Nagy Kriszta (Tereskova) polgárpukkasztó stílusú, alternatív intermédia-művész és énekesnő, aki különböző meghökkentő, olykor provokatív stílusú alkotásokkal igyekszik felkelteni a közönség figyelmét. A képzőművészet és a filmezés mellett zenei színtéren is borzolja a kedélyeket, zenészi tevékenységét szándékos amatőrség és szókimondó, trágár szövegek jellemzik, melyeket áthat a szabadságvágy és a humor. Saját magáról elnevezett együttese, a Tereskova 1989 és 2000 között működött, kezdetben csak női tagokkal, majd néhány férfi zenésszel is kiegészülve. Utolsó felállásában négy női tagja volt: maga Tereskova énekesként, Kozma Orsolya és Czerovszky Henriett vokálosként, Baranyai Julika pedig basszusgitárosként.

### Tigris Szofi
A Ricsárdgír utódegyütteseként jött létre 2024-ben. Borszukovszky Flóra itt folytatja pályafutását.

### Trabant
Az 1980 nyarán alakult és a nyolcvanas évtized derekáig aktív együttes énekese Méhes Marietta volt, rajta kívül Urbán Mariann (Embersport) is be-beszállt a zenekar produkcióiba énekesként. Miután Méhes Marietta színésznőként szerepet kapott az Eszkimó asszony fázik című nagyjátékfilmben, a zenekar több száma és maga a zenekar is bekerült a filmbe, a film sikere nyomán pedig ők lehettek az első underground rockzenekar, amely hivatalosan lemezt jelentethetett meg Magyarországon. 26 év szünet után, 2011-ben egy koncert és egy nyilvános főpróba erejéig újra összeállt a Trabant, ezen a koncerten női közreműködő volt még Nezeczky Júlia klarinétos is.

### Új Nem
Az együttest a Rés nevű punkzenekar két tagja, Bende Zsuzsa és Molnár Béla alapította, miután 1990-re felismerték, hogy az addig játszotthoz képest sokkal intellektuálisabb zenére vágynak. Első komolyabb koncertjüket 1991 júniusában adták, majd új tagok, köztük a Müller Péter Sziámi szerzőtársaként is zenélő Gasner János csatlakozásával az egyik legerősebb underground koncertcsapattá váltak. 1992 végén az együttes feloszlott, Bende Zsuzsa lemezlovasnak állt (ilyenformán az első magyar női DJ-k egyike lett), 2002-től pedig az A38 Hajó műsorszervezőjeként kezdett dolgozni. 2008-ban az Új Nem egy, az A38-on tartott Tilos az Á-emlékkoncert erejéig újra összeállt.

### Yonderboi
Fogarasi László (Yonderboi) együtteseiben 1999-től kezdve közreműködött énekesként Kutzora Edina, aki később a Žagar-ban, a Péterfy Bori & Love Bandben és más formációkban is vokálozott.

### Žagar(Zagar)
Az együttest a Yonderboi-ból kilépő Zságer Balázs alapította 2002-ben, és csatlakozott hozzá Kutzora Edina is vendégként.

A 2007-ben megjelent, Cannot Walk Fly Instead címet viselő album lemezen a hazai alternatív énekesnők egész sora énekelt együtt a Wings Of Love című számban: Kutzora Edina mellett közreműködött a dalban Péterfy Bori, Sena Dagadu "MC Sena", Németh Juci, Hódosi Enikő és Judie Jay is.

## Külső hivatkozások
- Neo
- Yonderboi
- Zagar
- Anima Sound System
- Nemjuci
- Amorf Ördögök
- Péterfy Bori & Love Band
- Pál utcai Fiúk
- Tereskova Archiválva 2016. augusztus 11-i dátummal a Wayback Machine-ben
- Magashegyi Underground
- Malacka és a Tahó
- Honeyball
- Ági és a Fiúk
- Anna and the Barbies
- Takáts Eszter
- GumiZsuzsi
- Sziámi